# Ункяр-Искелесийский договор
Ункяр-Искелесийский договор — договор о мире, дружбе и оборонительном союзе между Россией и Турцией. Подписан 26 июня (8 июля) 1833 года в местечке Ункяр-Искелеси (Хюнкяр-Искелеси) близ Стамбула, после того как Россия оказала военную поддержку султану в борьбе с его непокорным вассалом Мехметом Али Египетским.
Договор предусматривал военный союз между двумя странами в случае, если одна из них подвергалась нападению. Секретная дополнительная статья договора разрешала Турции не посылать войска, но требовала закрытия Босфора для кораблей любых стран (кроме России).
В Константинополь был послан А. Ф. Орлов в качестве чрезвычайного и полномочного посла при султане и главного начальника всех русских военных и морских сил в Турции; его основной задачей стало заключение союзнического русско-турецкого договора, редакция которого была подготовлена в Петербурге и одобрена императором. «Никогда ни одни переговоры ни велись в Константинополе с большею тайной, ни окончены с большей быстротой», — свидетельствовал российский дипломат Ф. И. Бруннов. В письме императорского кабинета султану Махмуду II говорилось о том, что после двухмесячного пребывания русской эскадры в Босфоре пришло время подумать о заключении «прочного и почётного» соглашения. Орлов вёл переговоры «с учётом местной специфики». В дипломатических кругах Парижа и Лондона потом говорили, что во всём Константинополе остался тогда лишь один не подкупленный Орловым человек, именно сам повелитель правоверных, Махмуд II — да и то лишь потому, что графу Орлову это показалось уже ненужным расходом.
Договор был подписан сроком на 8 лет. Со стороны России его подписал командующий Черноморским флотом М. П. Лазарев. В Османской империи была выпущена специальная медаль, которой награждались российские участники экспедиции.

## Предыстория
В 1820—1830-х годах Османская империя пережила ряд страшных ударов, поставивших под вопрос само существование государства. Разгон в 1826 году янычарского корпуса явился несомненным благом в долгосрочной перспективе, но в краткосрочной лишил страну боеспособной армии. В 1827 году объединённый англо-франко-российский флот в битве при Наварине уничтожил практически весь османский флот.
В 1830 году, после 10-летней войны за независимость и русско-турецкой войны, Греция становится самостоятельной.
Воспользовавшись моментом, в 1830 году Франция оккупировала Алжир, а в 1831 году от Османской империи отложился её самый могущественный вассал, Мухаммед Али Египетский. Результатом стала Турецко-египетская война (1831—1833).
Османские войска были разбиты в ряде сражений, и угроза неизбежного захвата Стамбула египтянами вынудила султана Махмуда II принять военную помощь России. 30-тысячный корпус русских войск, высаженный на берега Босфора в 1833 году, позволил предотвратить захват Стамбула, а с ним, вероятно, и распад Османской империи.

## Последствия
Ункяр-Искелесийский договор вызвал обеспокоенность Франции и Англии, воспринявших его положения как угрозу своему влиянию в Средиземном море, так как положения договора позволяли беспрепятственный выход российских кораблей из Чёрного моря в Средиземное, в то же время давали России возможность заблокировать прохождение военных судов третьих стран в обратном направлении.
После истечения срока действия Ункяр-Искелесийского договора под давлением европейских держав была подписана Лондонская конвенция о проливах (1841), лишившая Россию права блокировать вход военных кораблей третьих стран в Чёрное море.